# Гнилуша (приток Самары)
Гнилуша — река на территории Украины, левый приток Самары. Бассейн Днепра. Длина реки — 31 км, площадь водосборного бассейна — 218 км². Уклон — 1,4 м/км. Долина трапециевидная, шириной до 2,2 км. Пойма местами заболоченная, шириной до 600 метров. Русло шириной 2-10 метров. Сток регулируется прудами и водохранилищами. Осуществляются работы по расчистке русла. Используется для орошения.
Берёт начало на Донецкой возвышенности возле села Первомайского. Протекает по территории Добропольского и Александровского районов Донецкой области, а также и Близнюковского района Харьковской области.
На реке расположено село Спасо-Михайловка.
Борис Александрович Рыбаков, исследуя «Слово о полку Игореве», предположил, что Гнилуша — это Сюурлий, упоминавшийся в «Слове».